# Portoryko na Letnich Igrzyskach Olimpijskich 1956
Portoryko na Letnich Igrzyskach Olimpijskich 1956 nie zdobyło żadnego medalu.

## Reprezentanci
- Rolando Cruz – skok o tyczce mężczyzn (14. pozycja w kwal. → nie awansował dalej)

- Ovidio de Jesús - bieg na 400 m ppł mężczyzn (4. pozycja w kwal. → nie awansował dalej), sztafeta 4x400 m (5. miejsce sztafety w kwal. → Portoryko nie awansowało dalej)

- Ismael Delgado - sztafeta 4x400 m (5. miejsce sztafety w kwal. → Portoryko nie awansowało dalej)

- Miguel Emmanuelli - strzelectwo mężczyzn, pistolet szybkostrzelny - 25 m (14. pozycja w finale)

- Amadeo Francis - bieg na 400 m ppł mężczyzn (3. miejsce w kwal. → nie awansował dalej)

- Fernando Jiménez - strzelectwo mężczyzn, trap (31. pozycja w finale)

- Reinaldo Oliver - rzut oszczepem mężczyzn (19. pozycja w finale)

- Francisco Rivera - bieg na 800 m mężczyzn (6. pozycja w kwal. → nie awansował dalej), sztafeta 4x400 m (5. miejsce sztafety w kwal. → Portoryko nie awansowało dalej)

- Iván Rodríguez - bieg na 200 m mężczyzn (5. lokata w kwal. → nie awansował dalej), bieg na 400 m (odpadł w ćwierćfinale zajmując 3. lokatę), sztafeta 4x400 m (5. miejsce sztafety w kwal. → Portoryko nie awansowało dalej)

- Federico Valle - strzelectwo mężczyzn, trap (26. pozycja w finale)